# Francisco Dias Velho
Pour les articles homonymes, voir Velho.
Francisco Dias Velho fut un bandeirante brésilien. Il est né à São Vicente vers 1622 et mort en 1687 à Florianópolis, ville qu'il a fondée vers 1675 sous le nom de Nossa Senhora do Desterro.